# 神楽坂署生活安全課
『神楽坂署生活安全課』（かぐらざかしょせいかつあんぜんか）は、2005年から2008年までテレビ東京・BSジャパン共同制作「水曜ミステリー9」で放送された刑事ドラマシリーズ。全5回。主演は舘ひろし。
副題は『迷刑事エイジとロク』。
第1作は逢坂剛の小説『配達される女』（集英社文庫）を原作とする。

## キャスト

### 警視庁神楽坂警察署

#### 生活安全課
高岡英治
演 - 舘ひろし
生活安全課・班長。階級は警部補。通称「エイジ」。戸川とは幼稚園の時から、ずっと一緒にコンビを組んでいる。
妻を数年前に亡くし、娘とは第1作では離れて暮らしていたが、第2作以降は娘の高校進学により一緒に暮らすようになった。最近は娘の交際関係と進路が気になっている。昔、戸川が犬に噛まれたあと、自分も噛まれたことから犬が苦手。
戸川六輔
演 - モト冬樹
生活安全課・副班長。階級は巡査部長 → 警部補（第4作）。通称「ロク」。高岡とは幼稚園の時からの付き合い。
子供の時は、ケンカは高岡より強かったと言っている。高岡同様に犬が苦手で、幼稚園の頃に噛まれたことがトラウマになっている。
永江昇一郎
演 - 金児憲史
生活安全課所属の刑事。大柄で体力があり、射撃も得意。高岡、戸川からは「うちの署に向いていない」「もっとあぶない警察署に行けよ、横浜港署とか西部署とか」と言われている。（第2作より）。
伍代茜
演 - 南野陽子（第1作）
生活安全課所属の女性刑事。かつては本庁の捜査一課に在籍していたが、「人手不足」を理由に助っ人として神楽坂署へ異動。しかし、本庁へ戻れる目途が立たず、焦っている。
工藤俊彦
演 - 木村昇（第3作 - ）
刑事。
牧田仁美
演 - 蒲生麻由（第3作 - ）
生活安全課所属の女性刑事（以前はマル暴に所属）。男勝りで血の気が多く、犯罪者相手だとドスの利いた声で睨みを利かせる。急所への攻撃も容赦なく行う武闘派。
斎藤憲明
演 - 斉藤岳
署員。
横山正義
演 - 清水章吾（第1作 - 第4作）
生活安全課課長。頼りなさそうにも見えるが、いざという時は部下を守る。警視庁の捜査一課長とは同期で釣り仲間。そのために警視庁捜査一課の捜査に高岡らを参加させるなど、仕事面でもその関係を利用している。第5作では、第4作の後に「飛ばされた」とのこと。
錦戸正春
演 - 小松政夫（第5作）
生活安全課課長。アイドル好き。

#### 刑事課
中村隆夫
演 - 誠直也
刑事課課長 → 刑事課班長（第3作 - ）。階級は警部補（第5作）。第1作では役名の下の名前が「隆志」であった。普段は生活安全課を見下ろす感じで話す部分がある。
青野泰三
演 - 新藤栄作（第1作）
中村の部下。
森有造
演 - 千田孝康（第2作 - ）
中村の部下で、コンビを組む。階級は巡査部長（第2作）。
柳沢直人
演 - 梅宮哲（第3作 - ）
中村の部下。

### 警視庁捜査一課
石上賢
演 - ガッツ石松（第1作）
階級は警部補。本庁捜査一課の班を率い、「石上軍団」とも呼ばれる。高岡の考え方を理解している。
相原梓
演 - 戸田菜穂（第2作）
階級は警視。捜査一課のキャリア組の警視で、今回の事件の指揮を執る。将来の本部長候補の噂もあるほどのやり手といわれるが、現場の刑事の立場もよく理解している。父である耕作は、高岡の交番勤務（神楽坂東交番）時代の同僚警官だった。父亡き後、彼女も警察官へ。

### その他
高岡洋子
演 - 通山愛里
英治の娘。現在は神楽坂高等学校の生徒。第1作では亡き母の実家である仙台で暮らしていたのだが、第2作以降は高校進学により父と同居している。大学進学でなく、ネイリストかメイクアップアーチストを目指している。父の事を慕っているが、進路や男女交際などにいちいち干渉してくる事には閉口気味。
市ノ瀬しのぶ
演 - 白木万理（第3作・第4作）
小料理「神楽庵」の女将。
安達楓
演 - ベンガル（第4作 - ）
英治を慕うオカマ。アパート「ひまわり荘」十号室住人。事件に関する情報を流してくれる。ゲイバーを経営しており、第5作のときには開店40周年を迎えた。

### ゲスト
第1作「連続殺人を結ぶ矢」（2005年）
- 源田丈司（キャバクラの経営者） - 鶴田忍
- 渋谷美代治（タクシードライバー） - 乱一世
- 立花明（小料理「立花」主人・弘子の義兄） - 古本新之輔
- 今村（犬泥棒） - きくち英一
- 高木（吉川の秘書） - 佐藤旭
- 三沢（警官） - 天現寺竜
- タクシードライバー - 才藤了介
- 焼鳥「鳥精」女将 - かわいのどか
- 千葉（警視庁捜査一課 刑事） - 木村栄
- 吉川和男（吉川建設 社長） - 鹿内孝
- 立花弘子（小料理「立花」女将・旧姓「皆川」） - 中山忍（少女期：梶原ひかり）

第2作「花街欲望の殺意」（2006年）
- 瀬川三郎（帝国証券 副社長） - 浅見小四郎
- 前園郁子（置屋「吉楽」の芸者「染香」） - 岩倉沙織
- 鑑識 - 伊藤智之
- 池田（乾燥大麻売人） - 木葉竜介
- 警備員 - 向井恭介
- 笹原浩子（笹原の妻） - 辻沢杏子
- 笹原壮夫（無職・帝国証券 元営業マン） - 飯田基祐
- 相原耕作（相原梓の亡き父・元巡査部長） - 井上高志
- 宮嶋秀夫（帝国証券 社長・妻や子供と別居中） - 高杉航大
- 三池久美子（警視庁神楽坂警察署 署員） - 絵川舞子
- 笹原和人（笹原と浩子の息子・小学生） - 鈴木悠生
- 小森慎吾（神楽坂高等学校 1年C組生徒・高岡洋子の恋人） - 松永隼
- 鈴木達也（小学生・和人のクラスメイト） - 倉本発
- 杉浦（警視庁 理事官） - 木村元
- 進藤正直（代議士） - 宗方勝巳
- 本木瑞枝（進藤の秘書） - 大島さと子

第3作「子連れデカ！花街迷宮」（2007年）
- 隣人 - 大和なでしこ
- 保田みなみ（高岡洋子の同級生） - 池田愛
- 世良竜平（ホスト・智子の恋人） - 加賀健治
- 中年男 - ト字たかお
- 配達員 - 市川孝樹
- 亀山（ホストの面接） - 上素矢輝十郎
- 安藤智子（泰子の娘） - 杏さゆり
- 西森史郎（着物チェーン店「染松」社長・智子のパトロン） - 須永慶
- 長坂仁志（着物チェーン店「染松」専務） - 由地慶伍
- 西森千賀子（西森の妻） - 宇津宮雅代
- 北尾玉枝（西森の秘書） - 東てる美
- 安藤泰子（安藤着物教室 経営者） - 古手川祐子

第4作「ご近所トラブル殺人事件」（2008年）
- ダイアイ不動産 幹部 - 森次晃嗣
- つとむ（高岡洋子の恋人） - 高橋光臣
- 騒音苦情の住民 - 青木和代、佐藤壱兵、松本詩代、じゅんいち、パンチ
- 緑清会「牛込病院」看護師 - 福原百合
- キャバクラの店長 - 羽村英
- 梅木美香（梓の連れ子・保育園児） - 須田ひかり
- 悪徳架空請求グループ - 井澤正人、渡辺隆二郎、徳秀樹
- 所沢守（妙子の息子・故人） - 長島暉実
- 婦警 - 箭内恵理子
- 宍戸勇作（「ひまわり荘」五号室住人） - 中村繁之
- 村西孝明（「ひまわり荘」七号室住人・ボーリング場の作業員） - 山口粧太
- 梅木隆司（梓の夫・建設現場作業員） - 米山善吉
- 内堀千佳（「ひまわり荘」九号室住人・キャバクラ嬢・本名「内堀千恵」） - ますきあこ
- 梅木梓（「ひまわり荘」六号室住人・スーパーのパート店員） - 遠野凪子
- 池永沙織（「城西スタッフ・ケアサービス」ボランティア女性） - 三浦理恵子
- 所沢妙子（「ひまわり荘」三号室住人・迷惑オバサン） - 藤田弓子（33年前：中村真知子）

第5作「失われた絆・愛犬誘拐事件」（2008年）
- 島野まどか（老舗和菓子屋「朧月堂」従業員） - 高橋かおり
- 石黒裕一（警視庁組織犯罪対策部銃器薬物対策一係長・警部） - 四方堂亘
- 磯崎めぐみ（朧月堂 従業員） - 石橋奈美
- 神山健一（美佐子の息子） - 神尾佑
- 芝原直也 - 荻原紀
- 飯沼秀雄 - 片岡優二
- 和泉誠一（朧月堂の客） - 永倉大輔
- 夫が家出した妻 - 鈴木美恵
- 小室孝明（朧月堂 元従業員・覚醒剤の売人） - もてぎ弘二
- ダフ屋麻薬売人 - 深見亮介
- 宅配 - 熊谷祐子
- 鬼頭カンパニー 従業員 - 友光小太郎、木村優介
- 林田 - 向井恭介
- ふてくされた女の子 - 竹中有希
- 三枝信子（和菓子屋「青木屋」女主人） - 阿知波悟美
- 田所新次郎（朧月堂 番頭） - 名高達男
- 神山美佐子（朧月堂 女主人） - 波乃久里子

## スタッフ
- 原作 - 逢坂剛（第1作）
- 脚本 - 大野武雄（第1作）、安井国穂（第2作）、深沢正樹（第3作 - ）
- 監督 - 村田忍（第1作、第3作）、津崎敏喜（第2作）、村松弘之（第4作、第5作）
- 撮影 - 内田清美（第2作）、宮本幸夫（第3作、第5作）
- VE - 阿部正美（第2作、第3作）、黒澤智（第5作）
- 照明 - 中嶋義晴（第2作、第3作、第5作）
- 音声 - 寺内大太（第2作、第3作）、片岡博司（第5作）
- 編集 - 目崎和恵（第1作 - 第5作）
- ライン編集 - 町田光（第5作）
- MA - 梅沢康二（第5作）
- 選曲・効果 - 山本文勝（第5作）
- 美術 - 吉原芳郎（第2作、第3作）
- 装飾 - 加藤健一（第2作）、長田征司（第3作）
- 持道具 - 和田浩美（第2作）、横尾正美（第3作）
- 殺陣指導 - 車邦秀
- 車輌 - TA･KA
- 撮影協力 - 湘南藤沢フィルム･コミッション（第2作、第3作）
- チーフプロデューサー - 太田哲夫（テレビ東京）
- プロデューサー - 瀧川治水（テレビ東京、第2作 - 第5作）、小椋正樹（第1作 - 第5作）、南條記良（第2作）、青木啓二（第3作 - 第5作）
- 製作 - テレビ東京、BSジャパン、ニューウエーヴ

## 放送日程
| 各話 | 放送日         | サブタイトル             | 脚本     | 監督     | 視聴率 |
| ---- | -------------- | ------------------------ | -------- | -------- | ------ |
| 1    | 2005年5月25日  | 連続殺人を結ぶ矢         | 大野武雄 | 村田忍   | 9.6%   |
| 2    | 2006年6月14日  | 花街欲望の殺意           | 安井国穂 | 津崎敏喜 | 12.4%  |
| 3    | 2007年10月17日 | 子連れデカ！花街迷宮     | 深沢正樹 | 村田忍   | 12.6%  |
| 4    | 2008年4月30日  | ご近所トラブル殺人事件   | 深沢正樹 | 村松弘之 | 7.4%   |
| 5    | 2008年10月8日  | 失われた絆・愛犬誘拐事件 | 深沢正樹 | 村松弘之 | 9.7%   |

## 備考
- 第2作の回想シーンでは、高岡が制服警官姿で登場する。舘は刑事役が多いが、警察手帳の顔写真以外で制服警官の姿をするシーンは珍しい。
- 第2作での高岡が永江に対し、「お前、もっとあぶない署に行けよ。横浜港署とか。西部署とか。」というセリフを口走っている。横浜港署とは「あぶない刑事」で舘が演じた鷹山敏樹、西部署とは「西部警察」で同じく舘が演じた鳩村英次が勤める警察署である。

## 遅れネット
- 山陰放送では第1作を2005年8月2日に、第2作を2006年8月13日、第3作を2007年12月6日、第4作を2008年6月4日、第5作は2008年11月6日に、いずれもBSSアフタヌーンスペシャル枠（15:00 - 16:50）で初放送している。